# François Hoste
François Hoste (20 januari 1946) is een Belgische voormalige atleet, die gespecialiseerd was in het kogelstoten. Hij werd eenmaal Belgisch kampioen.

## Biografie
Hoste werd in 1969 Belgisch kampioen kogelstoten. Hij was aangesloten bij Vlierzele Sportief en Ajax.

## Belgische kampioenschappen
| onderdeel   | jaar |
| ----------- | ---- |
| kogelstoten | 1969 |

## Persoonlijke records
| Onderdeel    | Prestatie | Datum           | Plaats       |
| ------------ | --------- | --------------- | ------------ |
| kogelstoten  | 16,94 m   | 7 mei 1972      | Sint-Niklaas |
| discuswerpen | 51,54 m   | 15 oktober 1972 | Heusden      |

## Palmares

### kogelstoten
- 1969:  BK AC - 16,75 m